# Raubkopierer sind Verbrecher
Die Kampagne „Raubkopierer sind Verbrecher“, auch unter dem Slogan „Hart aber Gerecht“ bekannt, war eine PR-Kampagne der Zukunft Kino Marketing GmbH, einem Joint Venture des HDF Kino, des Multiplexverbandes Cineropa und des Verbands der Filmverleiher. Sie wurde 2003 gestartet und in den folgenden Jahren mehrfach verlängert.
Im Jahr 2005 wurde das Vorhaben durch die edukative Kampagne Respect Copyrights (Eigenschreibweise: RESPE©T COPYRIGHTS) erweitert und später vollständig abgelöst. Diese wollte Schüler zum Diskurs über das Urheberrecht und den Wert geistigen Eigentums anregen.

## Zielsetzung
Die Public-Relations-Kampagne „Raubkopierer sind Verbrecher“ wurde im November 2003 ins Leben gerufen, um das aus Sicht der Wirtschaft fehlende Unrechtsbewusstsein der Endverbraucher zu schärfen, welche in zunehmendem Maße illegal Filme bezögen, auf CDs und DVDs brannten und verbreiteten. Folgt man einer Studie der Filmförderungsanstalt von 2003, der so genannten Brenner-Studie 2, so wurden in dem Jahr 30 Millionen Spielfilme auf CD- und DVD-Rohlinge gebrannt.
Sie wurde von der Kreativagentur Zum Goldenen Hirschen betreut. Medial wurde die Kampagne über Spots in TV, Kino und im Internet sowie Print-Motiven geführt. Auch auf DVDs wurde auf die Kampagne hingewiesen, später folgten Vor-Ort-Events in Großstädten und auf Spielemessen. Als Ziel wurde angegeben, das Bewusstsein in der Bevölkerung über die Unrechtmäßigkeit der Erstellung, Verbreitung und Nutzung illegaler Kopien zu steigern. Der Zielgruppe sollte die Gefahr vermittelt werden, als sogenannte „Raubkopierer“ juristisch verfolgt zu werden.
Gefördert wurde die PR-Kampagne mit Mitteln der Filmförderungsanstalt (FFA).

## Rezeption
Die Kampagne wurde von Beginn an kontrovers diskutiert, wie von den Initiatoren beabsichtigt. Die Geschäftsführerin der Zukunft Kino Marketing GmbH, Elke Esser bezeichnete die Kampagne als „provozierend und auch aggressiv“.
Sie wurde mit weiteren provokativen Aktionen fortgesetzt: Mit „Knast on Tour“ konnte in deutschen Großstädten in der Nachbildung einer Gefängniszelle „probegesessen“ werden. Auch hier wurde vom Mitinitiator Johannes Klingsporn, Geschäftsführer des Verbands der Filmverleiher eingeräumt, dass Zuschauer erschreckt werden sollen und verstörte Reaktionen beabsichtigt seien, nichtsdestotrotz sei diese Drastik hilfreich, um die beabsichtigte Wirkung zu erzielen.
Eine erneute Fortsetzung der Kampagne 2005 wurde damit begründet, dass in der dritten „Brennerstudie“ über ein Drittel der Befragten angegeben hätte, zumindest teilweise durch die Kampagne vom illegalen Downloaden und Brennen abgehalten worden zu sein. Die Entscheidung zur weiteren Fortsetzung 2006 wurde analog mit der weiter wachsenden Bekanntheit der Kampagne auf 64 % in der „Kernzielgruppe der 20-29jährigen“ begründet. 2006 wurde in der Kernzielgruppe eine Bekanntheit der Kampagne bei 81 % der Befragten gemessen.
2022 konstatierte Witold Pryjda auf dem Onlineportal Winfuture.de, dass Abschreckungskampagnen gegen Piraterie weltweit und auch konkret im Fall der deutschen „Raubkopierer sind Verbrecher“-Kampagne schlussendlich gescheitert seien.

## Folgekampagne
Die Zukunft Kino Marketing GmbH war auch für das 2005 gestartete Projekt Respect Copyrights verantwortlich. Diese Initiative setzte sich mit der Bedeutung des geistigen Eigentums für die Kreativwirtschaft und aus gesamtgesellschaftlicher Perspektive auseinander. Sie klärte über Hintergründe und die sich zunehmend verändernde Gesetzeslage zum Urheberrecht auf. Insbesondere wollte Respect Copyrights jedoch den Diskurs über das Urheberrecht im Bildungskontext fördern.
Da die Initiative Respect Copyrights durch die edukative Ausrichtung nie die breite Bevölkerung adressierte und kaum polarisierte, war sie deutlich weniger bekannt als die PR-Kampagne „Raubkopierer sind Verbrecher“.

## Kritik
Kritik an der Kampagne übte unter anderem der Verband der Deutschen Werbewirtschaft, der einen der Spots als Drohung mit Vergewaltigungen im Gefängnis betrachtete. Menschenrechtsverbände und politische Gruppen attestierten den Initiatoren insbesondere ebenfalls wegen der impliziten Vergewaltigungsdrohung ein menschenverachtendes Weltbild.
Trotz der sehr umfassend erreichten Zielgruppe der Kampagne wurde ihr Erfolg in Zweifel gezogen. Boehte und Röckner konstatieren, „Die drastische Ansprache, die zu Aufmerksamkeit führen sollte, ist von vielen Medien und Endkonsumenten kritisiert worden und hat daher eher Abwehrreaktionen als Zustimmung hervorgerufen.“
Die österreichische Netbase griff die Kampagne 2006 parodistisch mit dem Medienguerilla-Projekt „Raubkopieren macht impotent“ auf.
Der seit Jahrzehnten genutzte Begriff Raubkopie ist umstritten, da der adressierte Sachverhalt aus juristischer Sicht die Tatbestandsmerkmale von „Raub“ nicht trifft. Juristisch betrachtet ist das Schwarzkopieren kein Verbrechen, sondern ein Vergehen. Mit „Raubkopierer sind Verbrecher“ sei „...der prägende Satz der Kampagne rechtlich in mehrfacher Hinsicht falsch“. Die Sprache der Kampagne wurde als bloße Dramatisierung, die implizierte Anwendung des Eigentumsrechts auf digitale Güter als absurd bezeichnet.